# Hilaria Hatko
Hilaria Irena Hatko SSND (ur. 3 listopada 1934 w Katowicach, zm. 26 marca 2021 w Cieszynie)  – polska pedagog, siostra Notre Dame, przełożona polskiej prowincji, wikaria zgromadzenia w latach 1977–1987.

## Biografia
Irena Hatko urodziła się w Katowicach 3 listopada 1934 roku. Po wojnie pracowała jako nauczycielka matematyki i religii w szkole podstawowej. W 1953 roku zgłosiła się jako kandydatka do Zgromadzenia Sióstr Szkolnych de Notre Dame w Opolu. Nowicjat rozpoczęła 10 stycznia 1954 roku, przyjmując imię zakonne Hilaria. Pierwszą profesję złożyła 11 stycznia 1955, śluby wieczyste 6 stycznia 1961 roku.
Pracowała w Domu Pomocy Społecznej dla Dzieci „Caritas” w Świebodzicach w latach 1958–1970. Obok pracy w ośrodku uzupełniała wykształcenie. Została magistrem matematyki, ukończyła Państwowy Instytut Pedagogiki Specjalnej w Warszawie, a także 5-letnie Studium Muzyki Kościelnej we Wrocławiu.
W 1970 roku wybrana została na urząd wikarii prowincjalnej. W latach 1974–1978 była matką prowincjalną w swojej macierzystej prowincji z siedzibą w Opolu. Na kapitule generalnej zgromadzenia w Rzymie w 1977 roku została wybrana wikarią generalną. Urząd ten pełniła przez dwie kadencje. W tym okresie siostry przeprowadziły rewizję i podały do zatwierdzenia przez papieża odnowione konstytucje zgromadzenia. Przeprowadzono też proces beatyfikacyjny założycielki Marii Teresy Gerhardinger, którą Jan Paweł II beatyfikował 17 listopada 1985 roku.
Po skończonej kadencji w 1987 roku s. Hilaria powróciła do Polski. Do 1990 roku była mistrzynią nowicjuszek. W 1990 roku ponownie została wybrana na urząd matki prowincjalnej. Podczas jej prowincjałatu otwarto nowe placówki zgromadzenia na Białorusi oraz przeprowadzono proces beatyfikacyjny służebnicy Bożej s. Marii Antoniny Kratochwil. Siostrę beatyfikowano 13 czerwca 1999 roku w gronie 108 błogosławionych męczenników. Jako przełożona prowincjalna s. Hilaria odwiedziła m.in. Bandżul w 1990 roku.
Od 1993 roku s. Hilaria pełniła urząd przewodniczącej Konferencji Wyższych Przełożonych Żeńskich Zgromadzeń Zakonnych, następnie została przewodniczącą komisji życia zakonnego z ramienia konsulty. Uczestniczyła w synodzie biskupów oraz I kongresie ruchów katolickich w 1994 roku. Była wyznaczana jako wizytatorka dla niektórych zgromadzeń zakonnych w Polsce. S. Hilaria zapraszana była do prowadzenia dni skupienia, rekolekcji dla sióstr i wykładów o charakterze formacyjnym. Przygotowywała opracowania historyczne dotyczące historii swojego zgromadzenia.
Od 2020 roku s. Hilaria przebywała w Cieszynie w domu opieki prowadzonym przez siostry boromeuszki. Zmarła 26 marca 2021 roku w Cieszynie. Została pochowana na cmentarzu komunalnym w Opolu.

## Wybrane publikacje
- 1996 – Laudesy, po Benedictus: W duchu przebłagania za wszystko co było złe w naszym życiu wspólnotowym. zakony-zenskie.pl, 1996-10-17. [dostęp 2023-11-09].
- 1996 – Zrozumieliśmy, że z wami jest Bóg (por. Za 8,23). zakony-zenskie.pl, 1996-10-17. [dostęp 2023-11-09].
- 1998 – Okoliczności powstania Biura Historycznego przy Wydziale Spraw Zakonnych. W: Henryk Gapski (red.): Historiae peritus. Księga jubileuszowa profesora Jerzego Kłoczowskiego, cz. 2. Lublin: Instytut Europy Środkowo-Wschodniej, 1998, s. 166–167. ISBN 83-85854-28-2.
- 1998 – Co to znaczy być kobietą konsekrowaną. „Życie Duchowe”. 15, s. 37–45, 1998. Kraków: Prowincja Polski Południowej Towarzystwa Jezusowego • Wydawnictwo WAM. ISSN 1232-9460.
- 2007 – Uwielbiamy Boga w historii, która trwa. 150 lat obecności Sióstr Szkolnych de Notre Dame w Opolu 1857–2007. Opole: 2007. ISBN 978-83-7342-133-2. Brak numerów stron w książce (redakcja)
- 2009 – Jesteśmy na drodze proponowanej przez Ewangelię. Świętość w życiu zakonnym. W: Krzysztof Lala (red.): Powołani do świętości: sympozjum w Wyższym Śląskim Seminarium Duchownym Katowice, 25–26 IX 2008. Katowice: Księgarnia św. Jacka, 2009. ISBN 978-83-7030-700-4. Brak numerów stron w książce
- 2012 – Brynów: 35-lecie wspólnoty i 25-lecie Przedszkola „Tęcza” w Katowicach. dziennikparafialny.pl, 2012-07-07. [dostęp 2023-11-09].